# Magyaria cancellata
Magyaria cancellata är en kvalsterart som först beskrevs av Beck 1964.  Magyaria cancellata ingår i släktet Magyaria och familjen Haplozetidae. Inga underarter finns listade i Catalogue of Life.